# TV Plus
TV Plus ist eine Fernsehproduktionsfirma, die TV- und Online-Projekte entwickelt.

## Geschichte
TV Plus hat seinen Firmensitz in Hannover und wurde am 7. Juli 1997 gegründet und betreibt eine eigenständige Niederlassungen in Berlin. Sie entwickelt und produziert Fernsehsendungen hauptsächlich für öffentlich-rechtliche TV-Sender, aber auch für Privatsender und die Wirtschaft, darunter Live-Sendungen, Großdokumentationen und Serienformate. Die Produktionen umfassen auch crossmediale Konzepte; ein Beispiel hierfür ist Der Tag der Norddeutschen.
TV Plus produziert Deutschlands erste und einzige Umweltlotterie „BINGO! Die Umweltlotterie“. In dieser Sendung erklären die Autoren komplexe wissenschaftliche und umwelttechnische Zusammenhänge. Mit der Projektförderung von Bingo! wurden über 19.000 Umwelt-Projekte mit ca. 190 Millionen Euro aus dem Lotterieerlös gefördert.
Die Gesellschaft produziert auch Serien für den internationalen Markt. Sie ist beispielsweise Co-Produzent der australisch-deutschen TV-Serien Emmas Chatroom (A Gurls Wurld) und In your dreams. Darüber hinaus werden Image- und Werbefilme für Kunden aus dem Agenturbereich hergestellt.

## Produktionen (Auszug)
| Jahr      | Titel                                    | Sparte                       |
| --------- | ---------------------------------------- | ---------------------------- |
| 2016      | Botticelli Inferno                       | Kino-Dokumentarfilm          |
| 2014      | Deutschland. Dein Tag                    | Dokumentarfilm, ARD          |
| 2014      | In your dreams, Staffel 2                | TV-Serie, KiKa, Channell7    |
| 2013      | Recht So…!                               | TV Magazin, NDR              |
| 2012      | NaturNah – Der Falkner                   | Doku – Reihe, NDR            |
| 2012      | NaturNah – Bei Anruf Hirschkäfer         | Doku – Reihe, NDR            |
| 2012      | In your dreams - Sommer deines Lebens    | TV-Serie, KiKa, Channell7    |
| 2012      | Der Tag der Norddeutschen                | Dokumentarfilm, NDR          |
| 2012      | EXCELLENCE building & security GmbH      | Corporate                    |
| 2012      | Michael Telecom                          | Corporate                    |
| 2010–2012 | Mein gutes Recht                         | TV – Magazin, WDR            |
| 2011      | Der Mann mit der Ziege                   | Reportage, NDR               |
| 2011      | Karl’s Erdbeerhof Das Geheimnis von Karl | Corporate und Reportage, NDR |
| 2010      | Chefärzte in der Charité                 | Dokumentarfilm, ARTE         |
| 2008–2011 | Kriminalreport                           | TV Magazin, NDR und WDR      |
| 2008      | Emmas Chatroom                           | TV-Serie, KiKa, Channel9     |
| seit 1997 | BINGO! Die Umweltlotterie                | TV Show, NDR                 |

## Auszeichnungen
- 2011: intermedia – globe GOLD AWARD beim WorldMediaFestival in der Kategorie „Documentary“
- 2009: Goldener Prometheus in der Kategorie „Newcomer des Jahres 2008“ für Inas Nacht
- 2008: Deutscher Fernsehpreis für Ina Müller in der Kategorie „Beste Moderation Late Night“ für „Inas Nacht“